# Paul Pepłowski
Pour les articles homonymes, voir Peplowski.
 (août 2018).
 (août 2018).
Si vous disposez d'ouvrages ou d'articles de référence ou si vous connaissez des sites web de qualité traitant du thème abordé ici, merci de compléter l'article en donnant les références utiles à sa vérifiabilité et en les liant à la section « Notes et références ».
Paul Pepłowski, né en 1811 à Płock et mort le 31 mai 1864 à Paris, est un militant indépendantiste polonais.

## Biographie
En 1821, il rejoint le 7e régiment d'infanterie de ligne du royaume du Congrès. Lorsqu'éclate l'insurrection de novembre 1830, il s'engage comme tout patriote qui recherche l'autonomie de la Pologne. La croix d'or de l'ordre militaire de Virtuti Militari lui est décernée le 10 mars 1831. Après l'échec de l'insurrection, il part en exil en France.
Il habite dans la rue Lemercier à Paris. Il meurt dans la nuit du 30 au 31 mai 1864, à Saint-Maur, et son corps est transporté rue du quai Napoléon. Il est enterré au cimetière de Montmartre.